# Бейчень (Тяньцзінь)
Бейчень (спрощ.: 北辰; піньїнь: Běichén) — район міського підпорядкування міста центрального підпорядкування Тяньцзінь (КНР).

## Адміністративний поділ
Ройон поділяється на 4 вуличні комітети й 9 селищ.

## Відомі уродженці
- Вень Цзябао — прем'єр Держради КНР у 2003—2013 роках